# Ślinotok
Ślinotok – nadmierny wyciek śliny z jamy ustnej spowodowany zaburzeniami połykania, problemami z utrzymaniem śliny w jamie ustnej lub jej nadprodukcją przez gruczoły ślinowe (ślinianki). 
Ślinotok może występować przy:
- ropniu zagardłowym
- ropniu okołomigdałkowym
- chorobie Parkinsona
- wściekliźnie
- chorobie lokomocyjnej
- zatruciach
- chorobie Wilsona
- mononukleozie
- ALS
- raku przełyku.